# Лонер TL
Лонер TL је извиђачки хидроавион направљен у Аустроугарској. Авион је први пут полетео 1918. године и представља последњи авион серије авиона (Лонер тип E, L, T, Te и TL) које је произвео J. Лонер из Беча.

## Пројектовање и развој
Фирма Лонер из Беча је била једна од првих фирми која се почела бавити пројектовањем и производњом авиона у Аустроугарској, још пре 1909. године правила је успешно једрилице, а први авион ове фирме полетео је 13. 04. 1910. године. До Првог светског рата је направила неколико успешних авиона који су се користили у спортском, војном и поморском ваздухопловству Аустроугарске. На тај начин је Лонер успео да конкурише концерну Кастиљони (енгл. Camillo Castiglioni), који је под својом контролом држао аустроугарске фирме УФАГ, Албатрос (касније Феникс) и немачку фирму Ханза-Бранденбург.
Први у серији хидроавиона летећих бродова ове фирме био је авион Лонер е дрвени двокрилац класичне конструкције са трупом у облику брода кога је погонио мотор Хиеро снаге 85 KS са потисном елисом. Ових авиона је направљено 40 примерака и коришћени су за патролирање Јадранским морем. Захваљујући добрим карактеристикама овог авиона а и напретком авиоградње у то време, већ 1914. године је поктенута серијска производња модификованог авиона који је добио ознаку Лонер L, који је од свог претходника био опремљен скоро дупло јачим мотором (160 KS).
На бази овог авиона фирма Ханса Бранденбург је пројектовала и направила скоро истоветан авион, који је добио назив Ханса Бранденбург FB. Исто се десило и са Италијанима, они су заробили један потпуно исправан авион Лонер и за месец дана италијанска фабрика авиона Мачи (Macchi) је направила истоветан авион се снажнијим мотором и назвала га Macchi L.1. Касније им је овај авион послужио да направе читаву серију веома успешних хидроавиона.
До краја рата направљено је неколико варијанти (типова) ових авиона а последњи у том низу је био Лонер TL који је служио као извиђач, ловац, авион за проналажење мина али и као бомбардер.

### Технички опис
Авион Лонер TL је једномоторни двокрилни двоседи извиђачко-ловачки хидроавион. Авион је потпуно дрвене конструкције.
Tруп авиона је у облику чамца обложен водоотпорним шпером. Кокпит пилота и извиђача је био отворен и налазио су у трупу авиона испред крила, а пилот и стрелац-извиђач који је био наоружан једним покретним митраљезом калибра 7,92 mm су седели један поред другог.. Вертикални и хоризонтални репни стабилизатори су били издигнути у односу на труп и решеткастом конструкцијом везана за њега. Конструкција репних стабилизатора и кормила била је као и код крила: дрвена конструкција пресвучена импрегнираним платном.
У међу простору између крила је био смештен шесто цилиндарски линијски водом хлађен мотор Daimler 160 / Rapp. 175 снаге (117/128) kW/(160/175) KS који је био причвршћен на челичну конструкцију ослоњену на труп авиона. Потисна елиса која покреће авион је двокрака, направљена од дрвета фиксног корака.
Крила су дрвене конструкције пресвучена платном, правоугаоног облика, благо закошене нападне ивице крила према трупу авиона са косим крајевима. Са сваке стране крила, авион је имао по три пара упорница. Укрућивање крила се постизало унакрсно постављеним челичним ужадима са затезачима. Доња крила код овог авиона су нешто краћа од горњих. Испод доњих крила су постављени пловци који обезбеђују стабилност при узбурканом мору. Крилца за управљање авионом су се налазила само на горњим крилима и постављена су изван основне конфигурације крила (као додатак).

## Наоружање
| Наоружање авиона: Лонер        |                              |
| Ватрено (стрељачко) наоружање  |                              |
| Топ                            |                              |
| Митраљез                       |                              |
| Број и ознака митраљеза        | 1 напред                     |
| Калибар                        | 7,92                         |
| Бомбардерско наоружање (бомбе) |                              |
| Класичне авио бомбе            | слободно падајуће авио бомбе |
| Укупна маса                    | 200                          |
| Ракетно наоружање (ракете)     |                              |

### Варијанте авиона Лонер
- Лонер  - авион са мотором Хиеро снаге 85 KS произведено 40 примерака до 1914. године,
- Лонер  - авион са мотором Austro-Daimler снаге 160 KS, произведено је укупно 104 примерака од 1915. године,
- Лонер  - исто као авион Лонер Typ L намењен фотоизвиђању,
- Лонер  - побољшана варијата авиона Лонер ,
- Лонер  - побољшана варијата авиона Лонер ,
- Лонер  - авион са моторима Daimler 160 /185 или Rap 175, произведено 34 примерака 1917. и 1918.
- Лонер  - троседи авион намењен проналажењу подводних мина и минских поља.

## Оперативно коришћење
Хидроавиони Лонер су интензивно коришћени како уочи Првог светског рата тако и за време његовог трајања, а они авиони који су претекли иза рата служили су још неколико година. За овај авион су везане и неки значајни и интересантни догађаји као што је:
- Одмах након објаве рата Аустроугарске Србији и Црној Гори 28. 07. 1914. године, већ 2. 08.1914. хидроавион Лонер L из базе у Кумбору Бока которска је извиђао и фотографисао положаје црногорске артиљерије што је представљало прво коришћење авијације у Првом светском рату.[6]
- У току рата дана 16. септембра 1916. године посаде авиона Лонер L 132 којим је управљао капетан корвете Димитрије Коњовић и Лонер L 135 којим је управљао подофицир Валтер Железни на редовном извиђачком задатку у близини Бококоторског залива открили су француску подморницу Франко и напали је бомбама. Подморница је у том нападу била оштећена тако да је посада морала да је напусти. Авион Лонер је слетео на море заробили су два француска официра и превезли до базе Кумбор а остале чланове посаде је спасао аустроугарски торпедни чамац. Било је ово прво потапање једне подморнице из ваздуха у историји авијације.[7]

У поморском ваздухопловству Краљевине СХС/Југославије коришћена су 4 авиона Лонер TL од краја Првог светског рата до половине двадесетих година 20. века. Они су служили као авиони за обуку пилота хидроавиона у Хидроавијатичарској школи у Боки, све док их нису заменили хидроавиони домаће производње Икарус ШМ.
ОО Аероклуба у Сушаку набавио је 1940. један половни Лонер R двокрилни хидроавион који је у Аустроугарском поморском ваздухопловству служио за фотоизвиђање. Авион је долетео у Сушак 21. августа 1940. године са немачким регистрационим ознакама D-EDEW. Коришћен је до капитулације Краљевине Југославије за обуку пилота хидроавиона.
Један примерак авиона Лонер је сачуван до данас и налази се у италијанском музеју ваздухопловства у Vigna di Valle

## Земље које су користиле овај авион
- Аустроугарска
- Југославија
- Немачко царство
- Италија